# ギブラン
モハマード・ギブラン（Mohamaad Ghibran、1980年8月12日 - ）は、インドの作曲家。複数の言語でインド映画、テレビコマーシャル、ジングルの音楽を手掛けている。チェンナイに音楽スタジオを所有しており、レコーディングはチェンナイ、ムンバイ、シンガポールで行っている。

## 生い立ち
コーヤンブットゥール出身。10年生の時に父が事業に失敗したためチェンナイに移住し、ギブランも家庭を支えるために働くことになった。ギブランによると、8歳または10歳の時にテレビでヤニーを見たことをきっかけに音楽に興味を抱くようになったという。成長後は地元の音楽スタジオで2年間アニメーション音楽の製作に携わった。2000年に音楽スタジオを立ち上げ、6年間で700曲以上の広告用音楽を作曲した。仕事をこなす中で音楽について学びたいという幼少期の夢を叶えたいと思いようになり、家族の資金援助を受けてシンガポールのラサール芸術大学に留学してリンゼイ・ヴィッカリーの下で古典音楽作曲と映画音楽作曲の理論を学んだ。シンガポールでは資金を集めるために大手スタジオのためにパートタイムで音楽を作曲し、オーケストラにも参加した。オーケストラでは作曲も手掛けていたが、生活苦のためインドの帰国した。しかし、クライアントは他の音楽スタジオに仕事を依頼するようになっていたため、帰国後は仕事に恵まれなかった。

## キャリア
2011年にA・サルクナームに依頼され『Vaagai Sooda Vaa』のサウンドトラックの作曲を手掛けた。ザ・タイムズ・オブ・インディアのN・ヴェンカーテシュワランはサウンドトラックについて、「M・ギブランは最近感銘を受けた新人作曲家のリストに加わりました。ミュージック・スコアは映画を補完し、彼を音楽家として注目に値する存在にした」と批評している。ザ・ヒンドゥーのマラーティー・ランガラジャンは「音楽はもう一つのハイライトです。M・ギブランのナンバーは映画館を出た後も耳に残り続けます」と批評している。musicperk.comのラージャゴーパラン・バドリナーラーヤナンは「『Vaagai Sooda Vaa』は素晴らしい音楽を含む健全なパッケージです。ギブランは映画作品初参加にして、素晴らしいミュージカル・スコアを作成しました」と批評している。ギブランは『Vaagai Sooda Vaa』での仕事を高く評価され、複数の映画監督からオファーを受けたと語っている。
2013年に『Vathikuchi』『Kutti Puli』『Naiyaandi』の作曲を手掛け、2014年には『Thirumanam Enum Nikkah』『Amara Kaaviyam』に参加し、同年に『Run Raja Run』で初めてテルグ語映画の作曲を手掛けた。Behindwoods.comによると、『Run Raja Run』でのギブランの仕事は「ファンからの多くの感謝を集め」、手掛けた曲は「長期間、音楽チャートのトップにあり続けた」という。その後、ギブランはカマル・ハーサンからオファーを受けて『Uttama Villain』『Papanasam』『Vishwaroopam II』の作曲を手掛けた。

## 家族
ギブランはシンガポールで出会ったヴィジャヤワーダ出身のテルグ人女性科学者と結婚しており、2014年12月18日に息子が生まれた。兄のA・G・アーミドは映画監督として活動している。

## ディスコグラフィー
- Vaagai Sooda Vaa（2011年）
- Vathikuchi（2013年）
- Kutti Puli（2013年）
- Naiyaandi（2013年）
- Thirumanam Enum Nikkah（2014年）
- Run Raja Run（2014年）
- Amara Kaaviyam（2014年）
- Jil（2015年）
- Uttama Villain（2015年）
- Papanasam（2015年）
- Thoongaa Vanam（2015年）
- Babu Bangaram（2016年）
- Hyper（2016年）
- Adhe Kangal（2017年）
- Ungarala Rambabu（2017年）
- Magalir Mattum（2017年）
- Aramm（2017年）
- Theeran Adhigaaram Ondru（2017年）
- Maayavan（2017年）
- Chennai 2 Singapore（2017年）
- Vishwaroopam II（2018年）
- Aan Devathai（2018年）
- Ratsasan（2018年）
- Athiran（2019年）
- House Owner（2019年）
- Kadaram Kondan（2019年）
- Sixer（2019年）
- Rakshasudu（2019年）
- サーホー（2019年）
- Petromax（2019年）
- Dhanusu Raasi Neyargale（2019年）
- Aswathama（2020年）